# Gyroporus cyanescens
Gyroporus cyanescens (Pierre Bulliard ex Lucien Quélet, 1886), sin. Boletus cyanescens (Pierre Bulliard, 1788), este o specie de ciuperci comestibile din încrengătura Basidiomycota în familia Gyroporaceae și de genul Gyroporus  care coabitează cu rădăcinile de arbori, formând micorize, denumită în popor hrib albastru sau gresie. În România, Basarabia și Bucovina de Nord, se dezvoltă pe teren nisipos preferat în păduri (și montane) de conifere mai ales sub pini printre afini, dar de asemenea în acele foioase, acolo în primul rând sub mesteceni, din  iunie până în noiembrie.

## Descriere

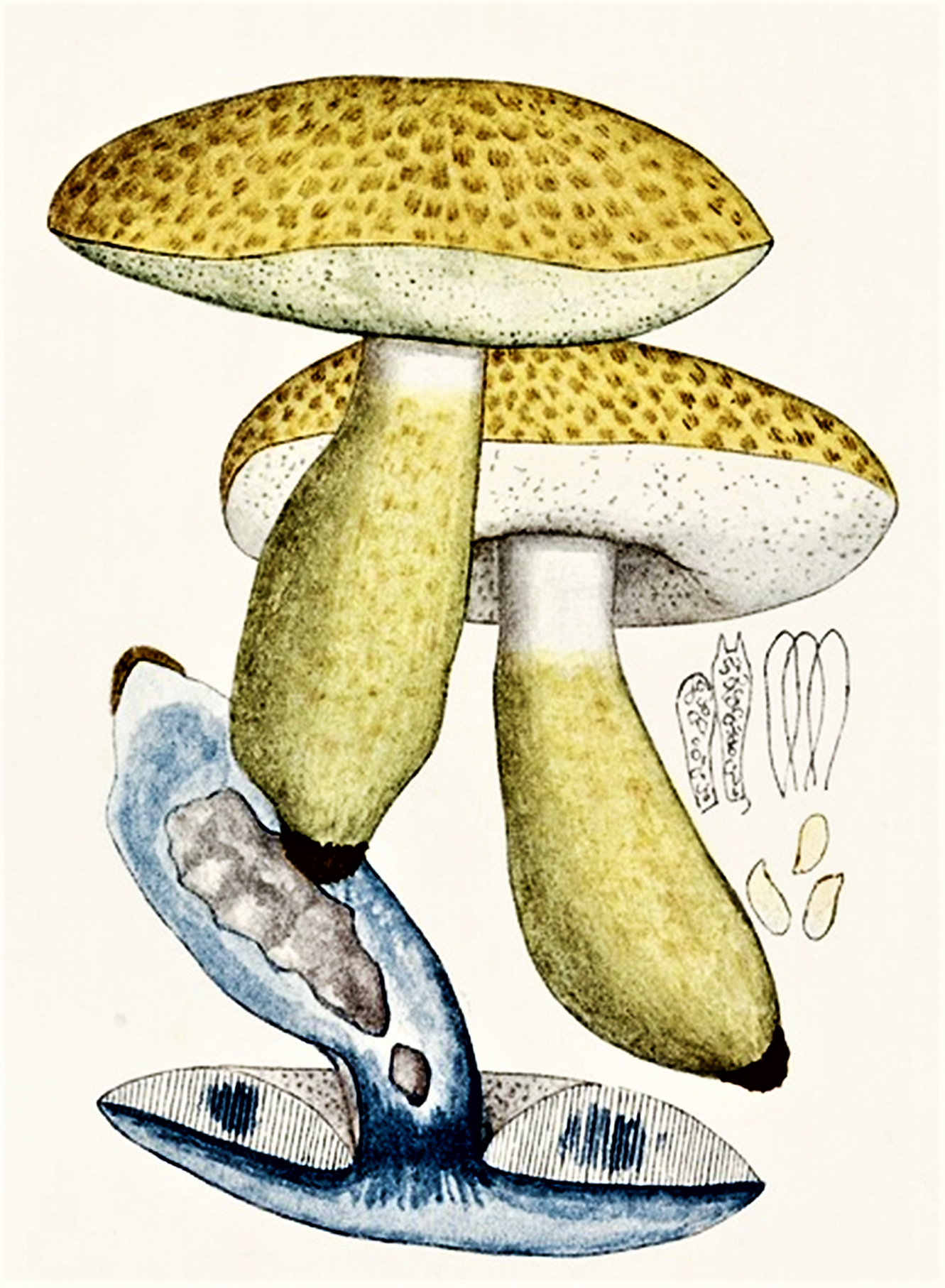
Bres.: Boletus cyanescens

- Pălăria: are un diametru de 5-12 (15) cm, este destul de cărnoasă și consistentă, la început semisferică cu marginea răsfrântă în jos spre picior, apoi convexă, la bătrânețe aplatizată, ridicată, îndoită în sus, din când în când cocoșată neregulat și cu rupturi, aproape ceva solzoasă. Cuticula este mătăsoasă și uscată, la umezeală tare unsuroasă, care se separă ușor de carne. Coloritul este galben-murdar până ocru sau chiar galben-maroniu.
- Tuburile și porii: sporiferele sunt de dimensiuni diferite, bombate spre picior precum neaderente și albicioase. Porii sunt mici, denși și rotunjori. Stratul este poros, albicios până gălbui, când este atins se pigmentează repede în albastru.
- Piciorul: are o înălțime de 8-12 cm și o lățime de 2,5-3,5 cm, este cărnos, cilindric precum ușor bombat la bază, plin și gros la ciuperca tânără, la maturitate spongios cu caverne, fiind de aceiași culoare cu pălăria.
- Carnea: este ceva spongioasă, de culoare albă care se decolorează imediat în cazul unei leziuni sau numai unei atingeri într-un albastru de albăstrea, câteodată numai albastru-verzui. Culoarea tipică o capătă prin oxidarea giro-cianinei conținută. Mirosul este ceva stătut, gustul plăcut și dulceag.
- Caracteristici microscopice: are spori elipsoidali, necolorați, cu o mărime 8-16 x 4-8 microni, pulberea lor fiind de un galben pal.  [4][5]
- Reacții chimice: Cuticula buretelui se colorează cu Hidroxid de potasiu galben-auriu până ruginiu și carnea, tuburile precum porii cu tinctură de Guaiacum albastru. Se spune că variația lacteus nu se decoloreazä.[6][7]

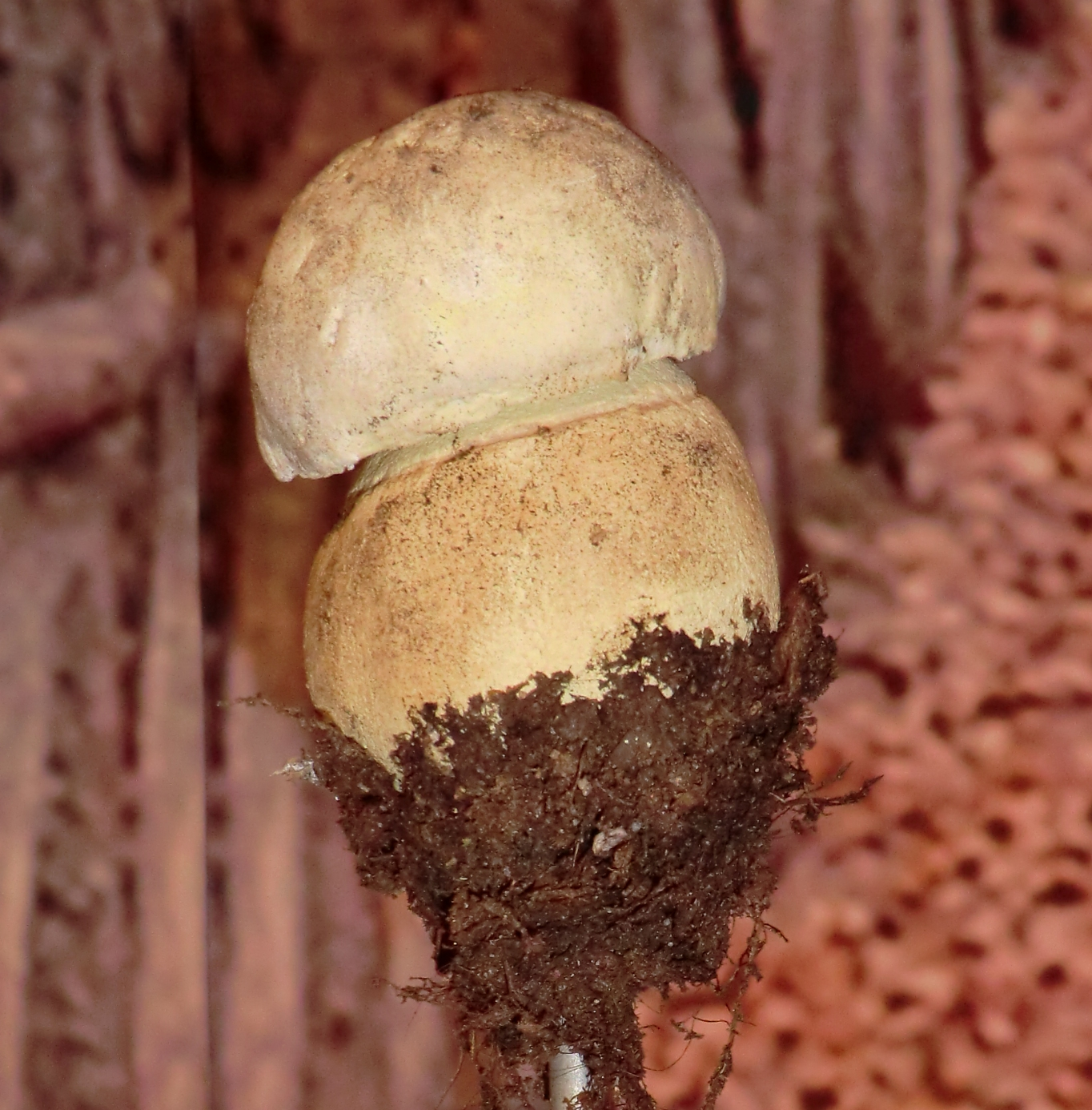
G. cyanescens tânăr
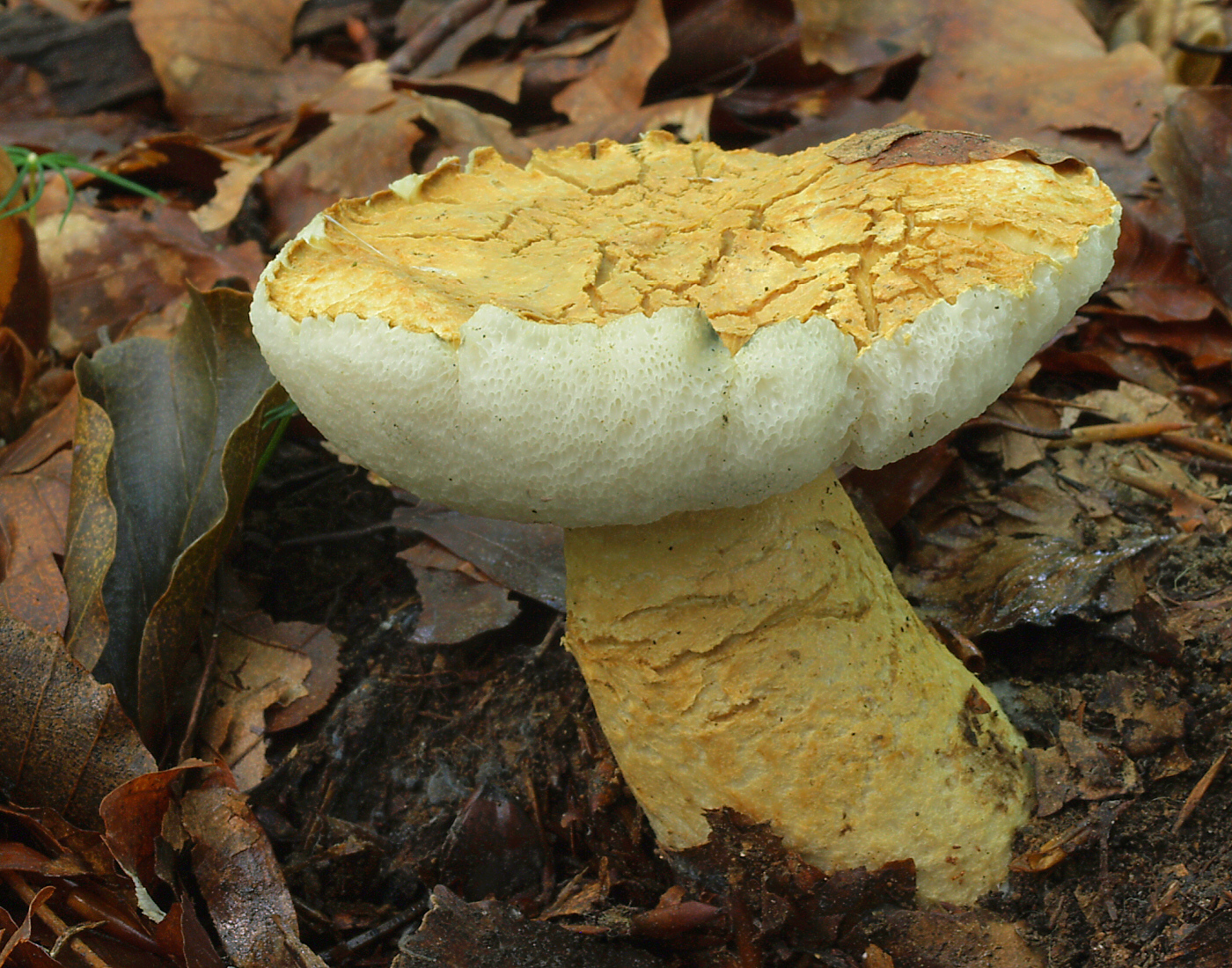
G. cyanescens bătrân
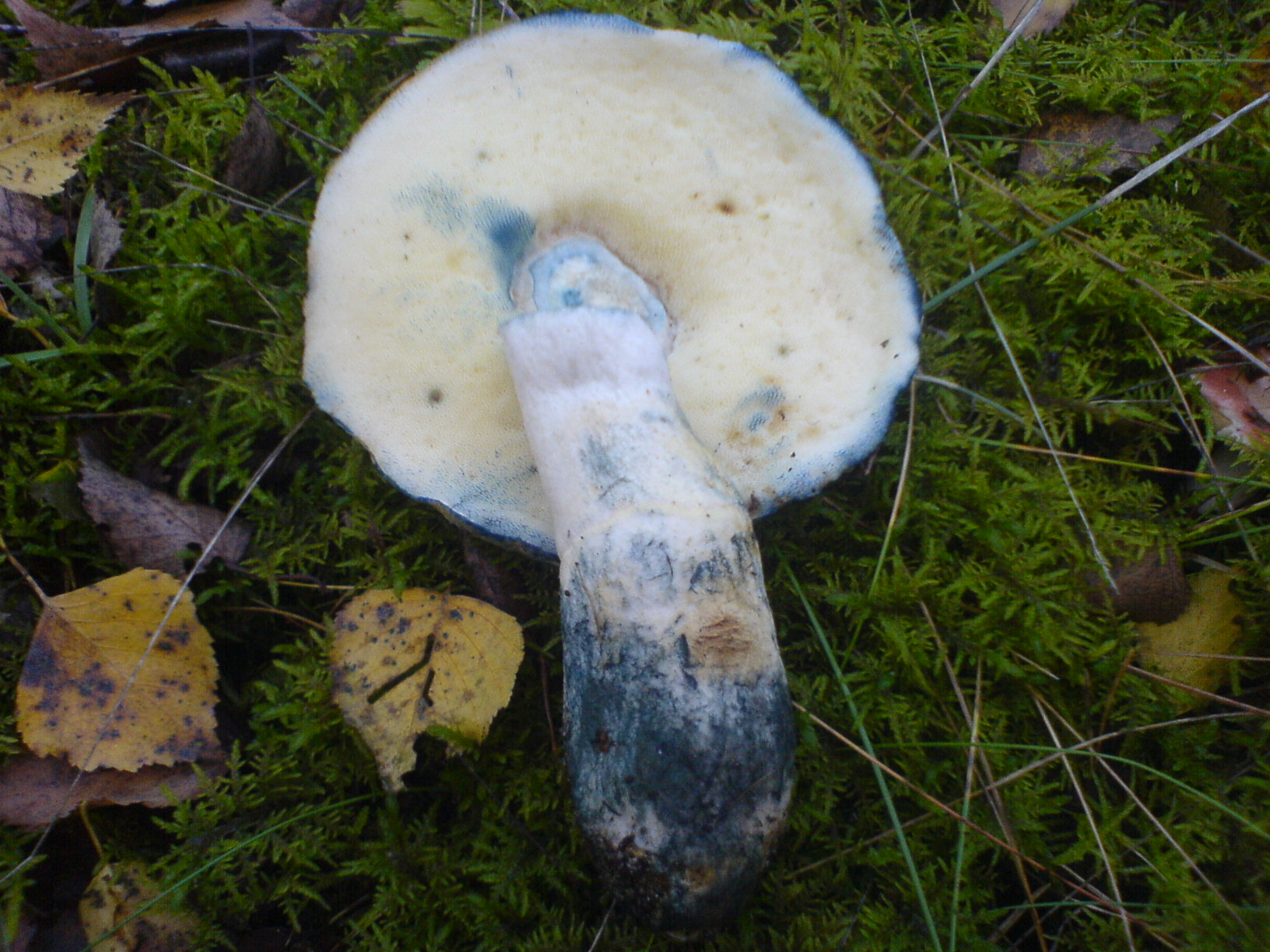
G. cyanescens pori și picior
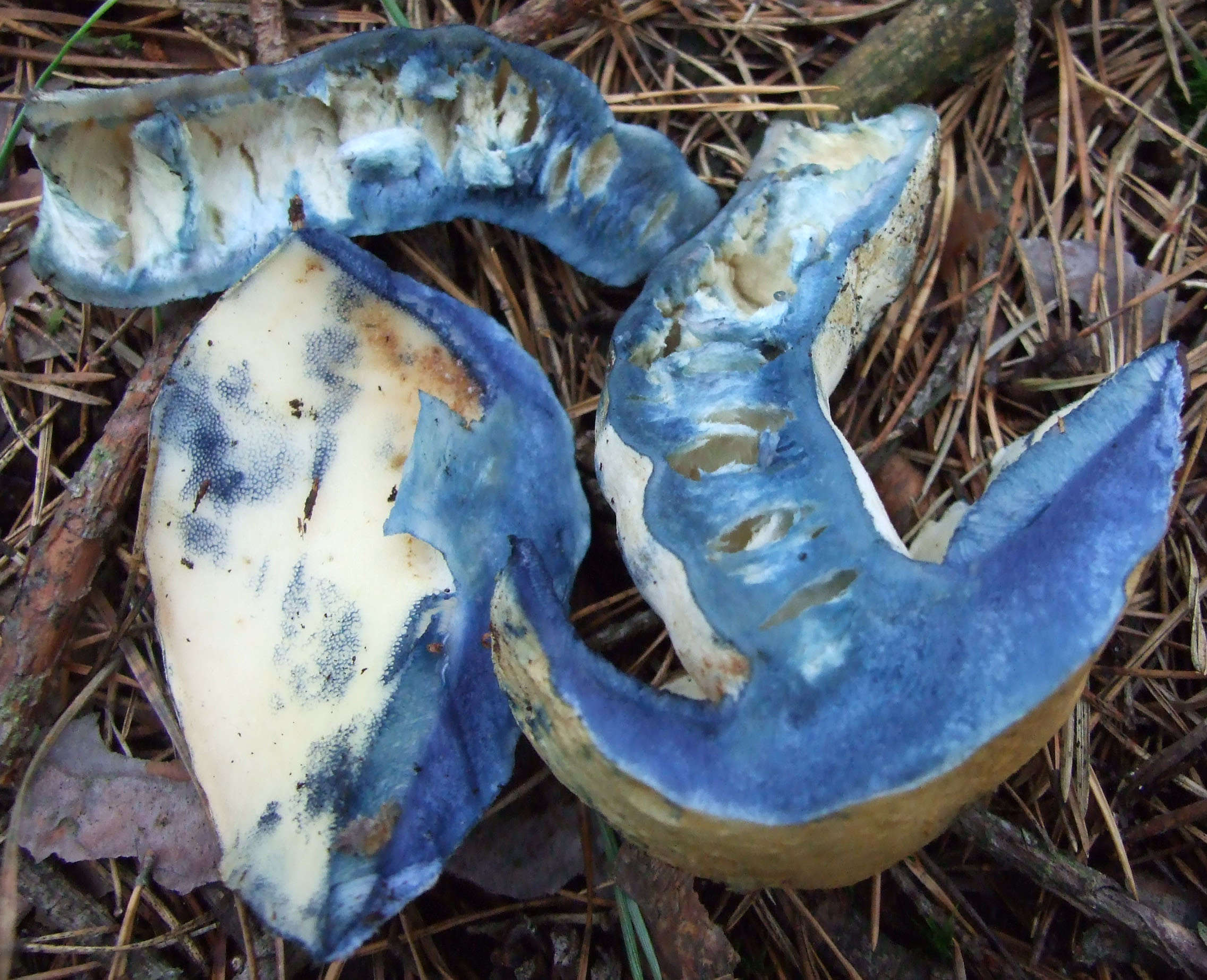
G. cyanescens tăiat
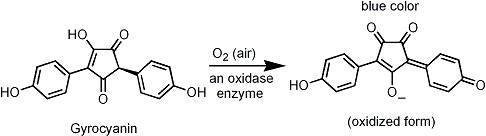
Oxidația giro-cianinei

## Confuzii
Ciuperca poate numai fi confundată cu alte soiuri comestibile, cu surata ei Gyroporus castaneus, dar de asemenea cu Boletus junquilleus, Boletus pulverulentus, Boletus subtomentosus, Suillus bovinus,Suillus collinitus, Suillus mediterraneensis sin. Boletus leptopus,
Suillus variegatus sin. Boletus variegatus, Xerocomellus chrysenteron sau chiar cu exemplare de culoare mai deschisă  a lui Xerocomus badius.

## Specii asemănătoare

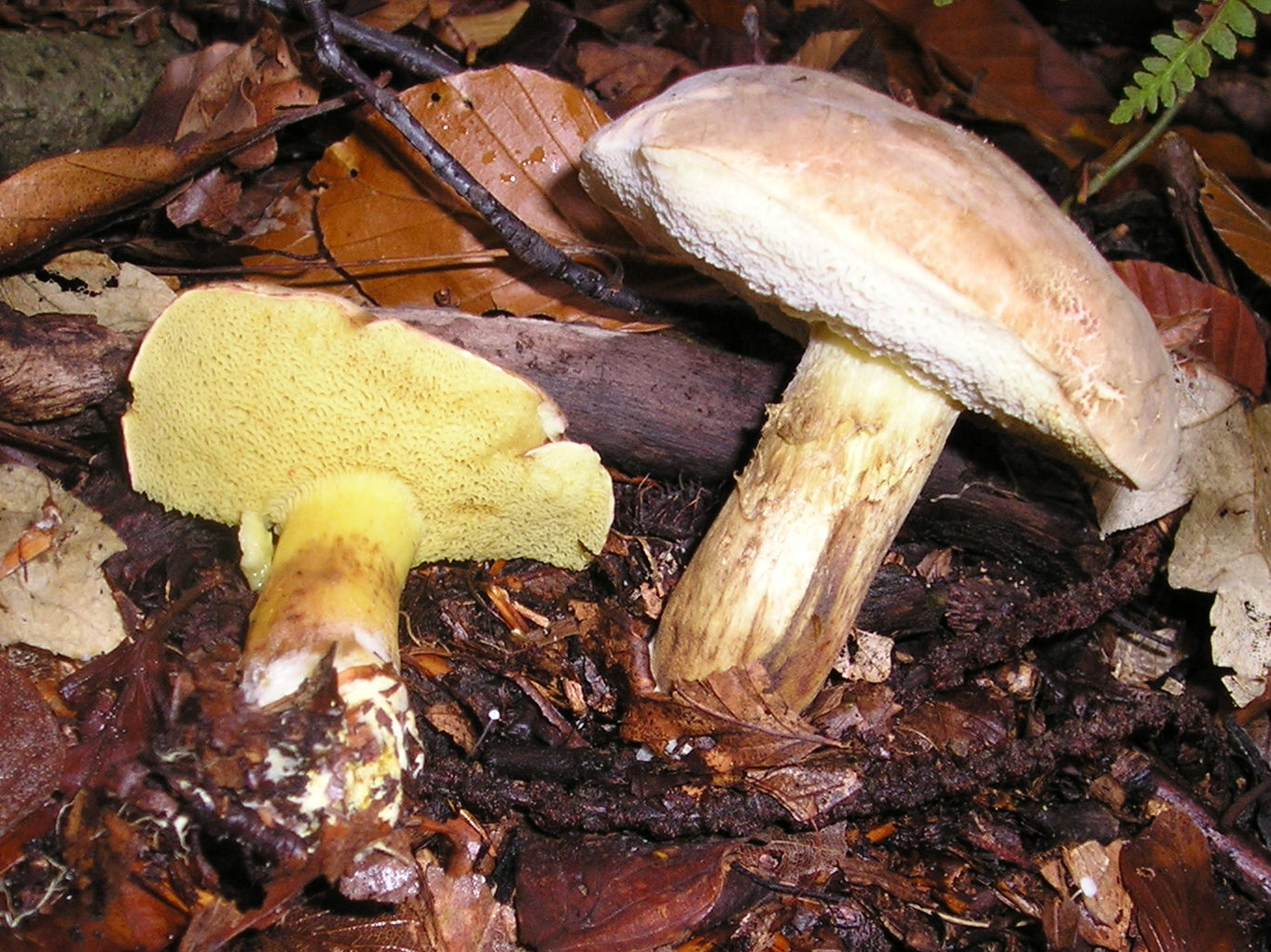
Boletus subtomentosus
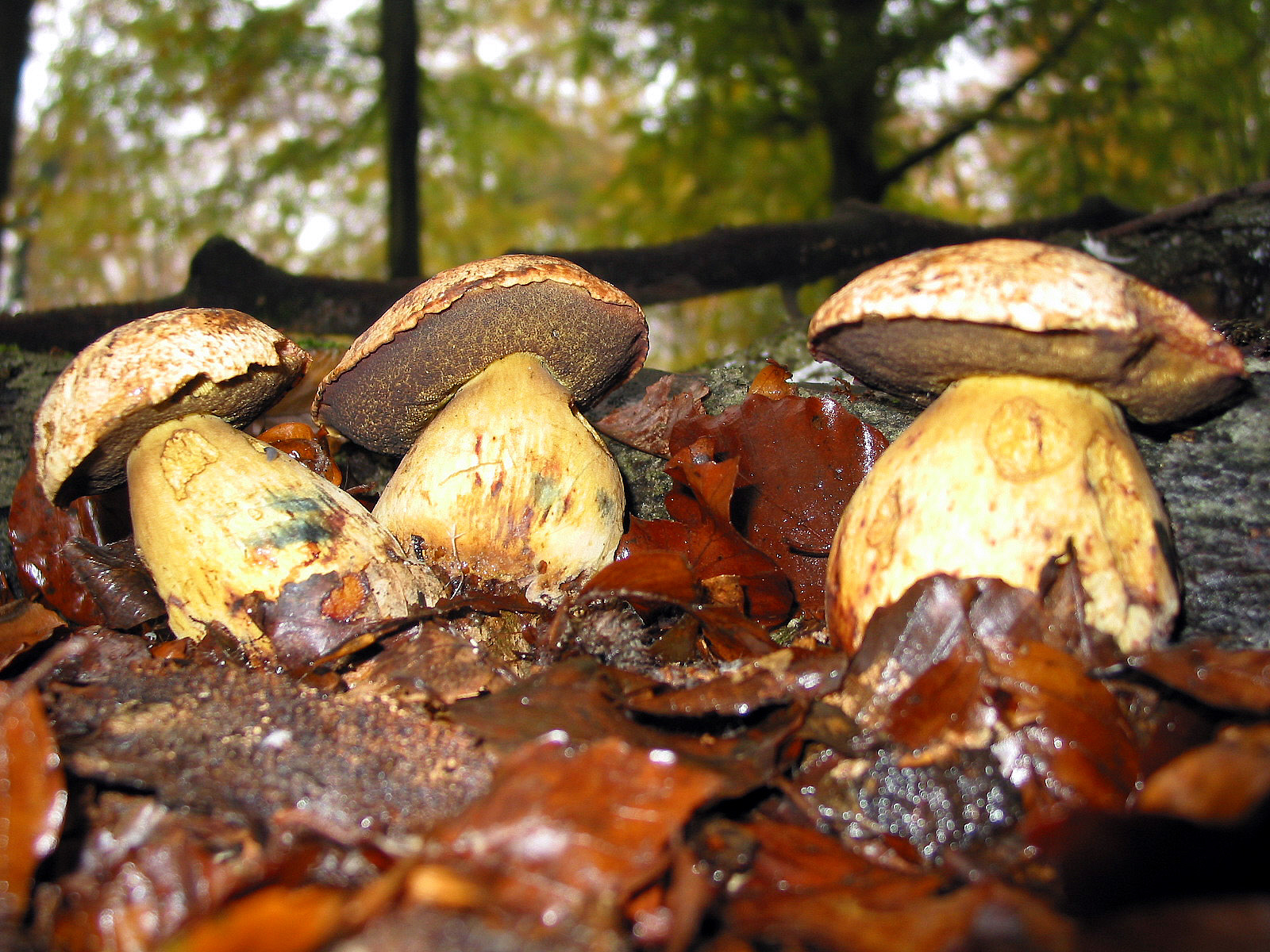
Boletus junquilleus
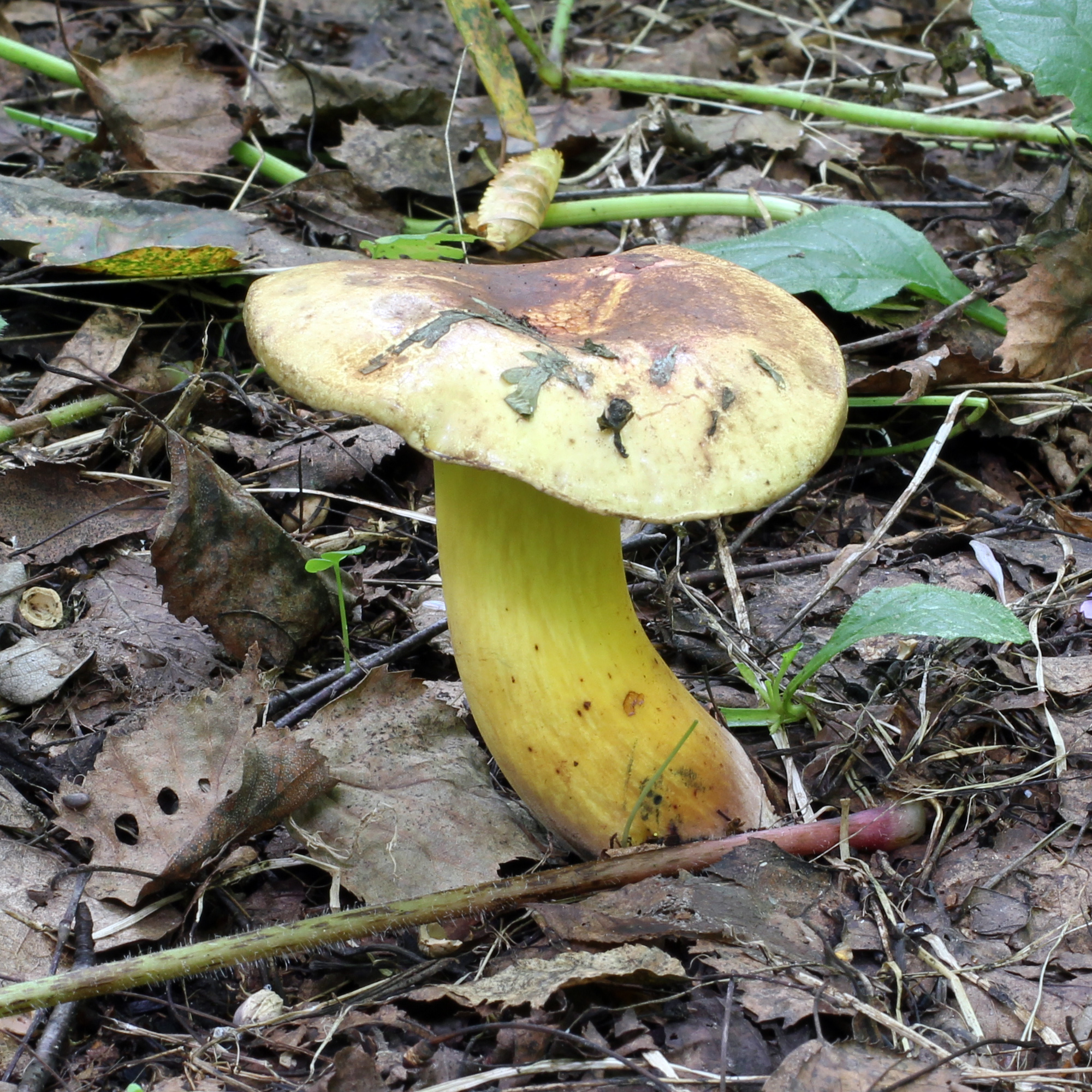
Boletus pulverulentus
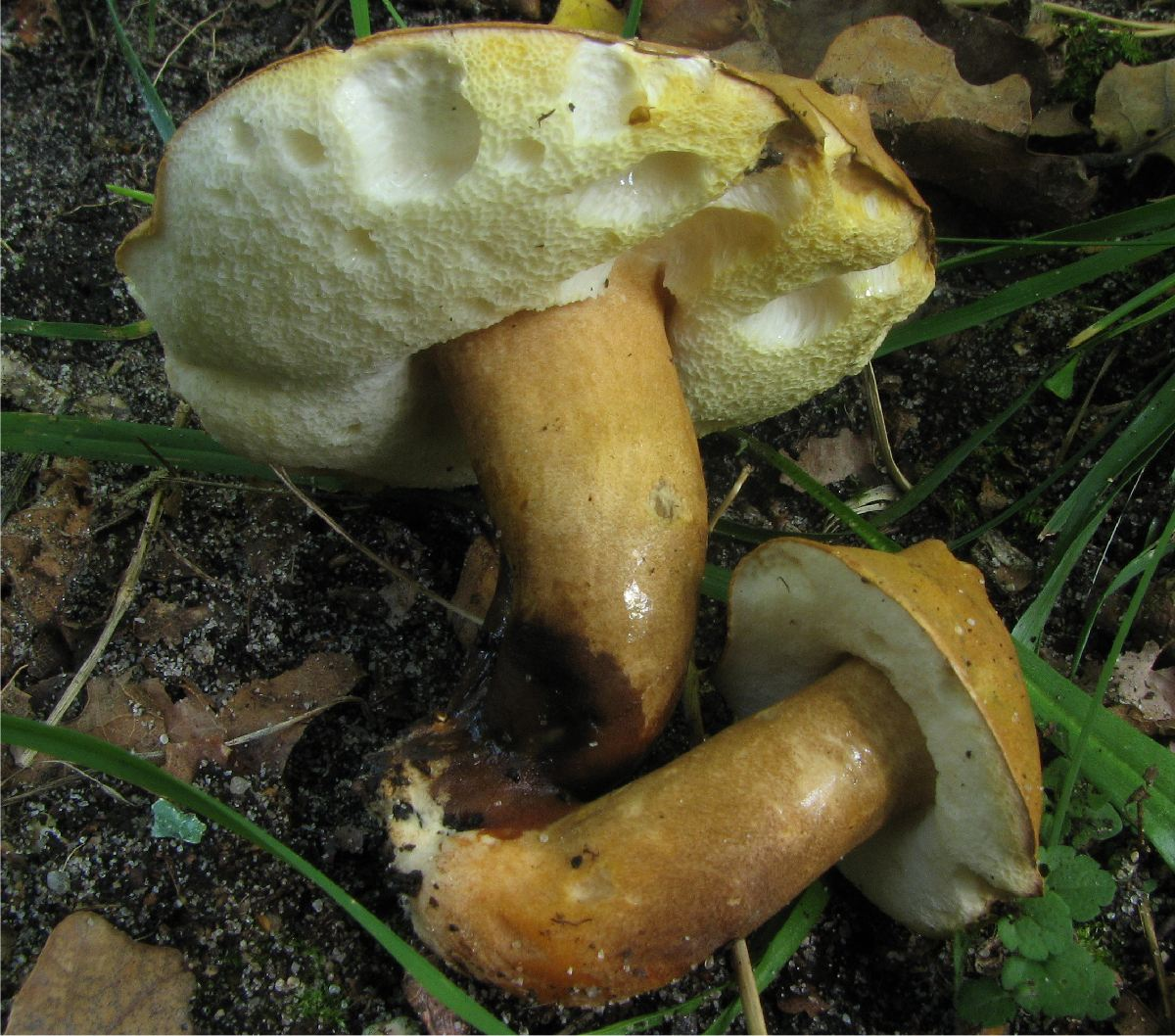
Gyroporus castaneus
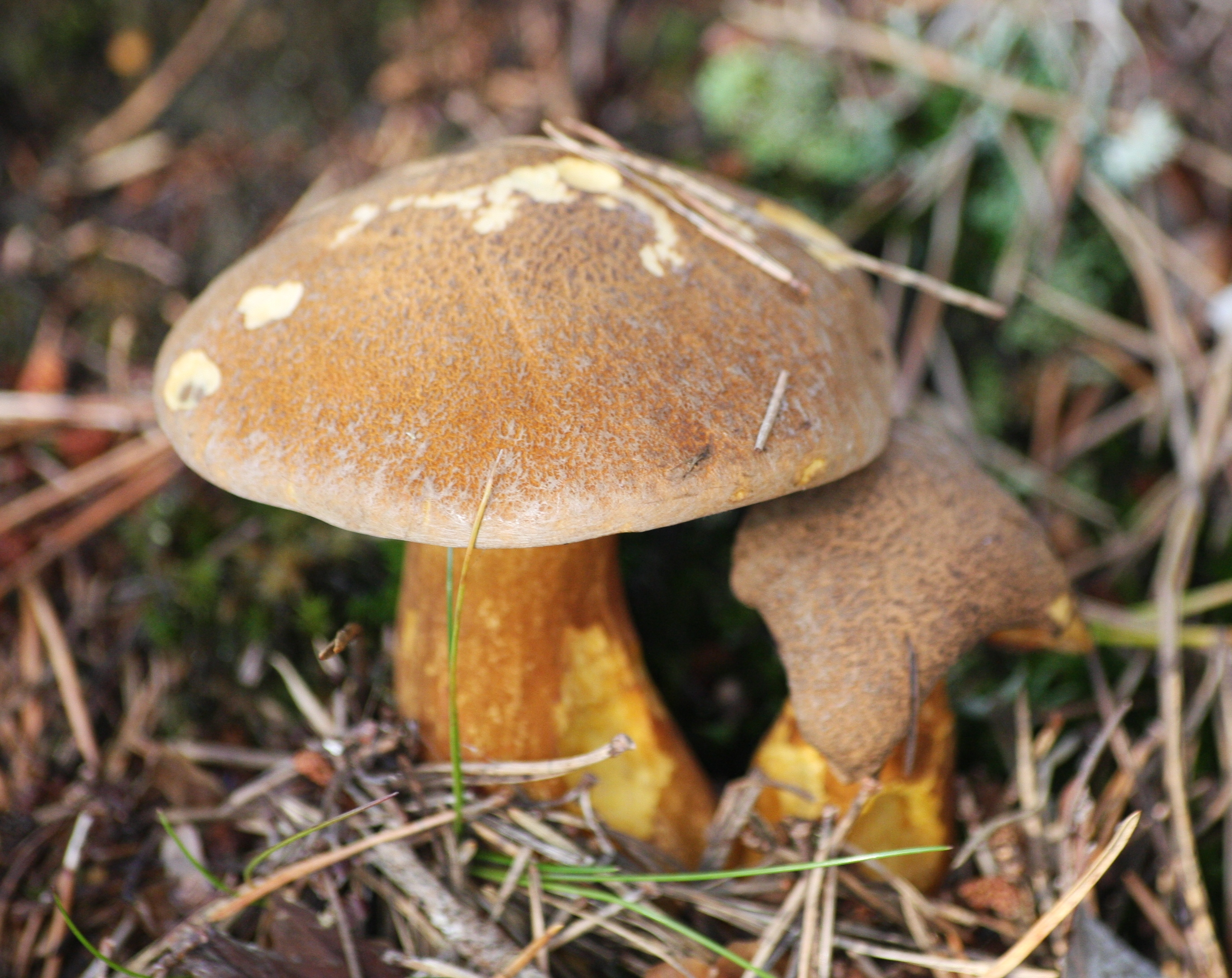
Suillus bovinus
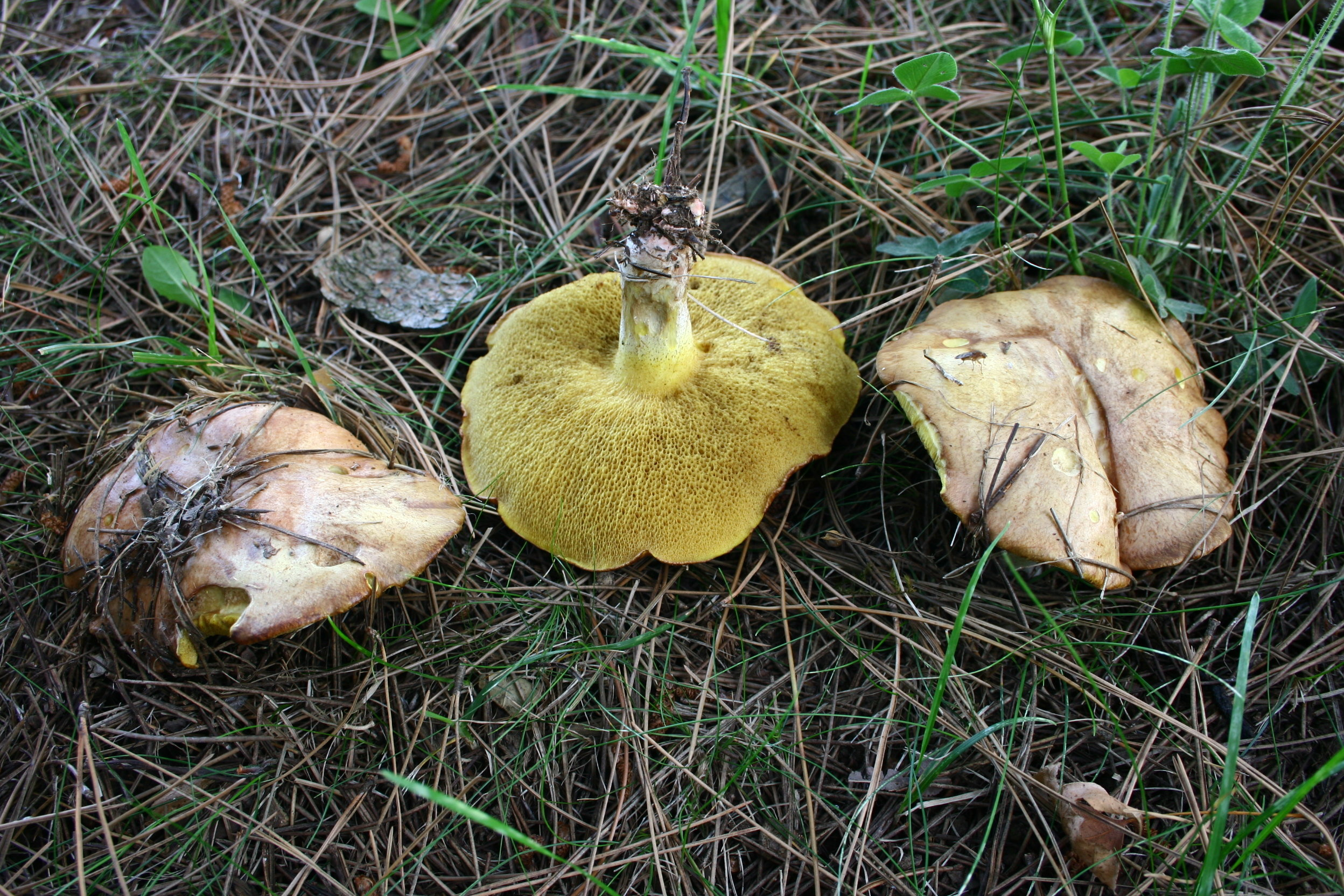
Suillus collinitus
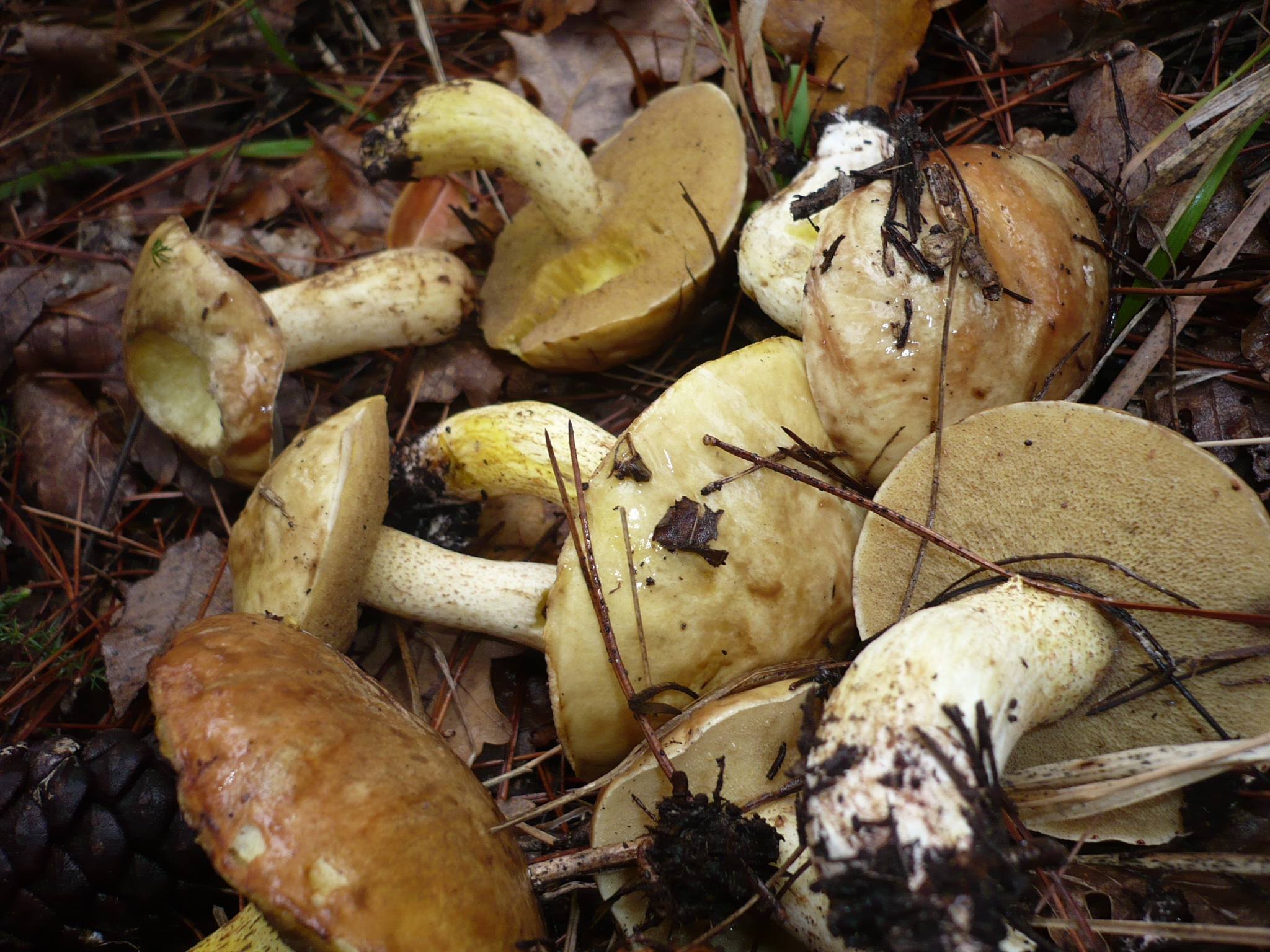
Suillus mediterraneensis sin. Boletus leptopus
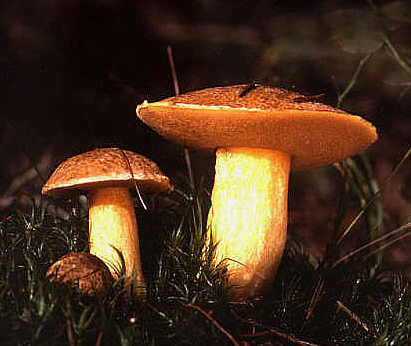
Suillus sin. Boletus variegatus
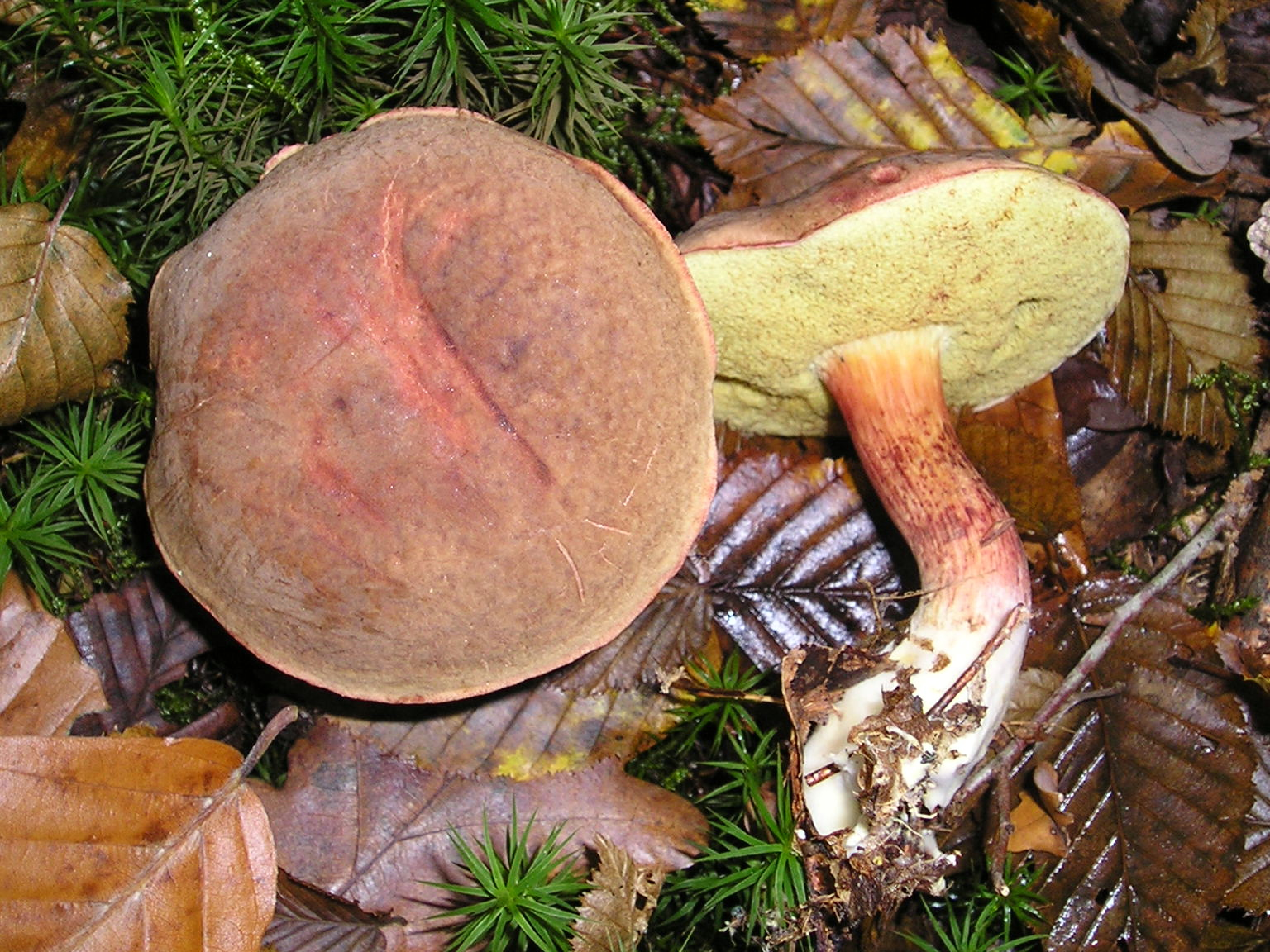
Xerocomus chrysenteron
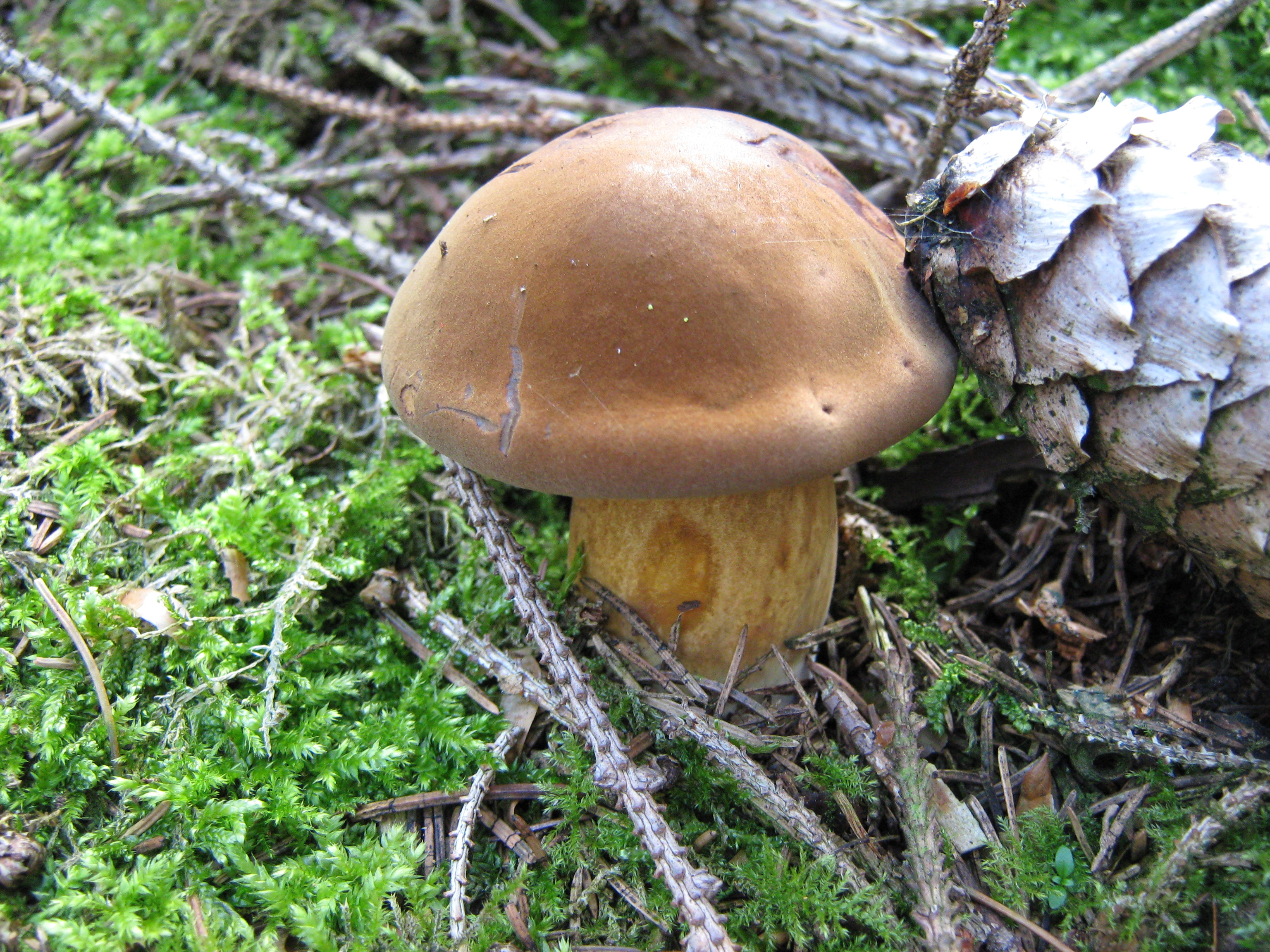
Xerocomus badius sin. Boletus badius

## Valorificare
Bureții proaspeți pot fi pregătiți ca ciulama, cel mai bine împreună cu alte ciuperci de pădure sau adăugați la un sos de carne de vită sau vânat. În afară de aceasta, ei pot fi tăiați felii și congelați. De asemenea este posibilă, după tăierea în felii, uscarea lor. Bine gustoși sunt preparați ca Duxelles (un fel de zacuscă pe bază de ciuperci).